# Diego Guidi
Diego Martín Guidi Pierani, noto come Diego Guidi (Villa Ramallo, 17 febbraio 1981), è un ex calciatore argentino, di ruolo difensore.